# Ernst Alexanderson
Pour les articles homonymes, voir Alexanderson.
Ernst Alexanderson (Uppsala (Suède), 25 janvier 1878 – 14 mai 1975) est un ingénieur électrique suédo-américain qui a passé l'essentiel de sa carrière chez General Electric. C'est l'un des pionniers du développement de la radio et de la télévision.
Il est surtout connu pour son alternateur haute fréquence, dont Marconi envisagea d'obtenir les brevets.
En télévision, il propose un projecteur basé sur une roue à miroirs (de type "roue Weiller") avec un éclairage de sept spots de lumière.
Ernst Alexanderson a été introduit au National Inventors Hall of Fame en 1983, dans le Consumer Electronics Hall of Fame en 2002. Il a reçu la IRE Medal of Honor en 1919 et la Edison Medal en 1944.

## Quelques brevets
- (en) Brevet U.S. 1008577 – High frequency alternator (100 kHz), filed April, 1909; issued, November, 1911
- (en) Brevet U.S. 1173079 – Selective Tuning System (Tuned RF Circuit, filed October, 1913; issued February, 1916
- (en) Brevet U.S. 1723908 – Ignition system, (RFI suppressor), filed June, 1926; issued August, 1929
- (en) Brevet US US1694301 - Electrical Transmission of pictures, file October 1926, 27, issued October, 19, 1928
- (en) Brevet U.S. 1775801 – Radio signaling system (directional antenna), filed November 1927, issued September 1930